# Józef Szermentowski

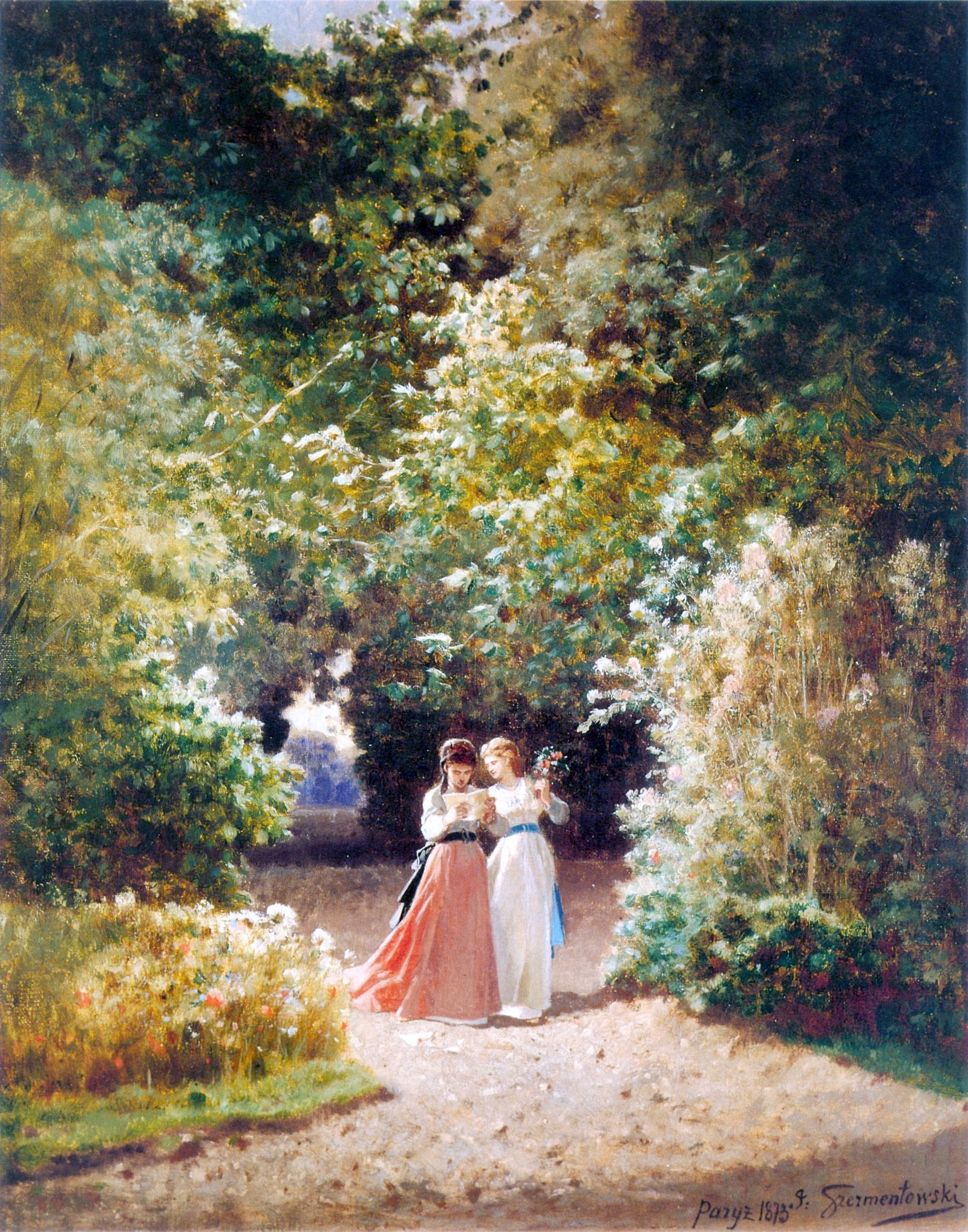
W parku, 1873

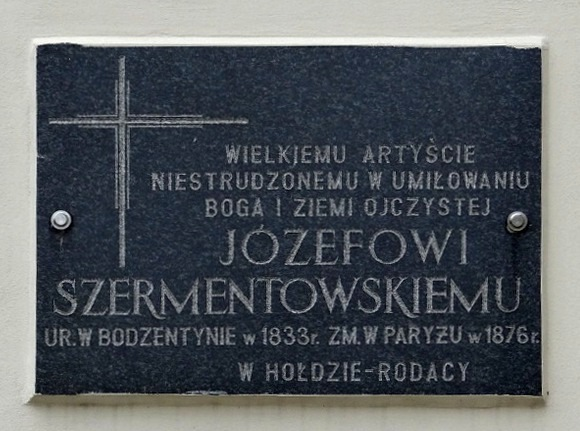
Tablica w kościele w Bodzentynie

Józef Szermentowski (ur. 16 lutego 1833 w Bodzentynie, zm. 6 września 1876 w Paryżu) – polski malarz pejzażysta.

## Życiorys
Uczeń Franciszka Kostrzewskiego, którego poznał w Kielcach w domu swojego protektora, Tomasza Zielińskiego. Studiował w Szkole Sztuk Pięknych w Warszawie (1853–1857) pod kierunkiem Chrystiana Breslauera, Juliusza Kossaka; wśród jego nauczycieli (poza akademią) był Wojciech Gerson.
W 1860 wyjechał jako stypendysta do Paryża, gdzie pozostał już do końca życia. Po śmierci został pochowany na cmentarzu Les Champeaux w Montmorency. Był przyjacielem Cypriana Kamila Norwida.
W okresie warszawskim malował widoki okolic nadwiślańskich i świętokrzyskich (Widok Sandomierza), w latach następnych doszły motywy górskie, parkowe, leśne (Las dębowy) oraz sceny z życia wsi i małych miast (Oracz, Pogrzeb chłopski, Widok rynku w Szydłowcu). Był wrażliwy na krzywdę ludzką (Sieroty, Biednemu wiatr w oczy wieje, Poddaństwo). Jako pierwszy polski pejzażysta studiował naturę z uwzględnieniem czynników światła i cienia (Odpoczynek oracza, Kościół wiejski czy akwarela W parku). Na twórczość Szermentowskiego wpływ mieli pejzażyści holenderscy z XVII w. i współcześni artyście Barbizończycy.
Za jego wnuka podawał się Eugeniusz Schummer, który przyjął jego nazwisko, choć zarówno „Kurier Warszawski” (z dnia 10 września 1873), jak i „Gazeta Narodowa” (nr 228 z 1873) podały, że zmarł bezpotomnie.
Niektóre obrazy:
- Widok rynku w Szydłowcu (1854)
- Odpoczynek oracza (1861)
- Pogrzeb chłopski (1862)
- Bydło schodzące do wodopoju (także Bydło na pastwisku, 1876)
- Studium wioski polskiej (1866–1868)
- Droga do wsi (1872)
- W parku (1876)
- Dziedziniec zamku w Szydłowcu